# 656
656 је била преступна година.

## Догађаји
- 1. фебруар – Краљ Сигиберт III од Аустразије, стар 25 година, умро је након 22 године владавине. Његовог петогодишњег сина Дагоберта II отео је дворски канцелар, Гримоалд Старији, који је свог сина прогласио краљем и протерао га у ирски манастир. Дагоберт је смештен код епископа Дидона од Поатјеа, док Гримоалов син Хилдеберт Усвојени преузима аустразијски престо.
- Краљ Освиу од Нортумбрије напада Пенгверн (данашњи Велс) и убија краља Синдилана у бици, близу реке Трент. Синдиланов брат Морфаел и остатак краљевске породице беже у Гластенинг (Весекс).
- Први исламски грађански рат: У Египту избија оружана побуна; неколико муслиманских верника путује у Медину да окупи подршку, започињући фитну („пут вере“). Муслиманска експанзија се зауставља јер се борбена енергија исламских снага усмерава ка унутра.
- 17. јун – Осман ибн Афан је убијен у Медини након 11-годишње владавине. Наслеђује га Мухамедов рођак и зет Али ибн Аби-Талиб, који постаје четврти калиф Рашидунског калифата. Куфу (Ирак) проглашава својом престоницом, али је наслеђе спорно.
- 8. децембар – Битка код камиле: Побуњени Арапи под Ајшом (удовицом Мухамеда) почињу побуну против Алија. Поражени су код Басре, а Ајша је протерана у Медину. Током битке 10.000 људи губи животе, а свака страна сноси једнаке губитке.
- Абдулах ибн Саад, гувернер Горњег Египта, умро је након 12-годишњег режима у којем је поразио суседну Нубију.
- Царица Саимеи из Јапана гради нову палату у Асуки (префектура Нара), јер је њена бивша резиденција захваћена пожаром. Ову грађевину људи тог времена називају „Луди канал“, што је протраћило рад десетина хиљада радника и велику количину новца.
- 24. септембар – Потпуно помрачење Сунца може се видети са Ускршњег острва. Следеће на овој локацији се није догодило до 11. јула 2010. године.
- Ли Сјан, седми син кинеског цара Гао Зонга, постављен је за престолонаследника. Његова раскошна палата у Чангану претворена је у даоистичку опатију током династије Танг.